# FC Oporto (balonmano)
El FC Oporto Andebol es un club de balonmano de la ciudad de Oporto, en Portugal, que compite en la Andebol 1, la máxima categoría del país. Es el club más laureado de la competición, con un total de 20 títulos.

## Palmarés
- Liga de Portugal de balonmano: 24 (record)
  - 1953–54, 1956–57, 1957–58, 1958–59, 1959–60, 1962–63, 1963–64, 1964–65, 1967–68, 1998–99, 2001–02, 2002–03, 2003–04, 2008–09, 2009–10, 2010–11, 2011–12, 2012–13, 2013–14, 2014–15, 2018-19, 2020-21, 2021-22, 2022-23

Copa de Portugal de balonmano: 9
- - 1975–76, 1976–77, 1978–79, 1979–80, 1993–94, 2005–06, 2006–07, 2019, 2021
- Copa de la liga portuguesa de balonmano: 3 (record)
  - 2003–04, 2004–05, 2007–08
- Supercopa de balonmano de Portugal: 8 
  - 1994–95, 1999–00, 2000–01, 2002–03, 2009–10, 2013–14, 2019, 2021
- Limburgse Handbal Dagen: 2
  - 2009, 2012
- Torneio Internacional de Gaia: 2
  - 2015, 2016

## Plantilla 2024-25
|  | Porteros - 12 Sebastian Abrahamsson - 33 Diogo Rêma - 40 Dairon Girón Extremos izquierdos - 21 Leonel Fernandes - 71 Pedro Oliveira Extremos derechos - 19 Mamadou Diocou - 24 Antonio Martínez Pívots - 04 Victor Iturriza - 15 Daymaro Salina - 86 Ricardo Brandão | Laterales izquierdos - 02 Pedro Valdés - 05 Þorsteinn Leó Gunnarsson - 09 Miguel Oliveira - 88 Fábio Magalhães Centrales - 03 André Sousa - 10 Diogo Oliveira - 14 Rui Silva Laterales derechos - 07 Jakob Mikkelsen - 08 David Fernández Alonso |